# スタンフォード駅 (コネチカット州)
スタンフォード駅（Stamford）は、コネチカット州フェアフィールド郡スタンフォードにあるメトロノース鉄道の駅。

## 概要
メトロノース鉄道（コネチカット州交通局）のニューヘイブン線の駅である。 アムトラックの北東回廊線の一部でもある。
この駅からニューヨーク州にあるグランド・セントラル駅（メトロノース経由）とペンシルベニア駅（北東回廊線経由）に行ける。スタンフォードは大都市であり、利用者も多い駅である。

## 利用可能な鉄道路線／列車
メトロノース鉄道：
この駅は主にメトロノース・ニューヘイブン線の列車がとまる。ピーク時（通勤時間）には3～7分以内に列車がくる確率が高い。ニューヘイブン線では主要駅の一部である。スタンフォードは大都市であり、ニューヨークの通勤以外にも、スタンフォード駅に向かう通勤（いわば、リバースコミュート／逆通勤）も多い。半分以上の列車は当駅どまりである。
アムトラック：
アムトラックにとっても主要な駅であり、ほとんどの列車が停まる（高速列車、アセラ・エクスプレス含めて）。

止まる列車は：
- アセラ・エクスプレス- ワシントンD.C.とボストンのあいだを走る高速列車
- ノースイースト・リージョナル - ワシントンD.C.とボストンのあいだを走る列車
- バーモンター - ニューヨーク／ペンシルベニア駅とセント・アルバンスのあいだを走る列車

ショアライン・イースト鉄道
ピーク時に当駅とニューロンドン駅のあいだを走る普通列車。

## 駅構造
4面5線（単式2面、島式2面）のホームを持つ高架駅である。各ホームは地下道や跨線橋で結ばれている。島式のホーム有効長は12車両に対して、単式のホーム有効長は10車両。
線路の番号は中の順から始まる。
| ホーム | 5番線 | ホーム | 3番線 | 1番線 | 2番線 | ホーム | 4番線 | ホーム |

| のりば    | 路線                | 方向 | 行先                                 | 備考               |
| --------- | ------------------- | ---- | ------------------------------------ | ------------------ |
| (5)・5・3 | ■ニューヘイブン線   | 上り | グランド・セントラル方面             |                    |
| (5)・5・3 | 北東回廊線          | 上り | ペンシルベニア駅／ワシントンD.C.方面 |                    |
| (5)・5・3 | ■ニューケイナン支線 | -    | ニューケイナン駅方面                 | 直通と折り返し列車 |
| 2・4・(4) | ■ニューヘイブン線   | 下り | ニュー・ヘブン・ユニオン方面         |                    |
| 2・4・(4) | 北東回廊線          | 下り | ボストン方面                         |                    |

1番線は2、3番線の間を通り、ホームに面していない。
(4)番線と(5)番線は予備ホームである。

## 隣の駅
メトロノース鉄道
■ニューヘイブン線
オールド・グリニッジ - スタンフォード - ノロトン・ハイツ
■ニューケイナン支線
（オールド・グリニッジ） - スタンフォード - グレンブルック
アムトラック
北東回廊線
ニュー・ロシェル - スタンフォード - ブリッジポート
ショアライン・イースト鉄道
北東回廊線　（ピーク時）
　（スタンフォード） － （ブリッジポート）